# Wahlen in St. Vincent und den Grenadinen 1989

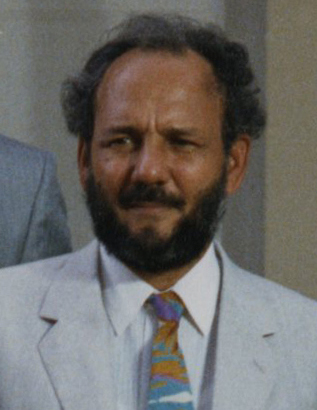
James F. Mitchell 1986.

Die Wahlen in St. Vincent und den Grenadinen 1989 (General elections) wurden am 16. Mai 1989 in dem karibischen Inselstaat St. Vincent und den Grenadinen abgehalten. Die New Democratic Party gewann mit einem überragenden Ergebnis alle fünfzehn Sitze und brachte James Fitz-Allen Mitchell eine zweite Amtszeit als Premierminister. Die Wahlbeteiligung lag bei 72,4 %.
Die Wahlen 1989 waren die einseitigsten in Bezug auf den Stimmenanteil seit das Land 1979 seine Unabhängigkeit errang. Die NDP konnte 36 Prozent mehr Stimmenanteile einfahren als die Saint Vincent Labour Party auf dem zweiten Platz. Es war das letzte Mal, dass eine einzelne Partei mehr als 60 % der Stimmen oder mehr als 80 % der Wahlkreise gewinnen konnte. Es war auch das letzte Mal, dass die Wahlkreise North Central Windward, South Windward und Central Leeward für Kandidaten der NDP stimmten.

## Ergebnisse
|                                   |                                   |         |       |       |       |     |  |  |  |
| Partei                            | Partei                            | Stimmen | %     | +/-   | Sitze | +/- |  |  |  |
|                                   | New Democratic Party (NDP)        | 29.079  |       | 66,29 | 15    | ▲ 6 |  |  |  |
|                                   | Saint Vincent Labour Party (SVLP) | 13.290  |       | 30,30 | 0     | ▼ 4 |  |  |  |
|                                   | Movement for National Unity       | 1.030   |       | 2,35  |       |     |  |  |  |
|                                   | United People’s Movement (UPM)    | 468     |       | 1,07  |       |     |  |  |  |
|                                   |                                   |         |       |       |       |     |  |  |  |
| Gültige Stimmen                   | Gültige Stimmen                   | 42.208  | 99,30 |       |       |     |  |  |  |
| Ungültige Stimmen                 | Ungültige Stimmen                 | 351     | 0,79  |       |       |     |  |  |  |
| Gesamt                            | Gesamt                            | 44,218  | 100   |       | 15    |     |  |  |  |
| Nichtwähler                       | Nichtwähler                       | 16.873  | 27,62 |       |       |     |  |  |  |
| Wahlberechtigte / Wahlbeteiligung | Wahlberechtigte / Wahlbeteiligung | 61.091  | 72,38 |       |       |     |  |  |  |